# Dendropsophus werneri
Dendropsophus werneri é uma espécie de anfíbio da família Hylidae.
É endémica do Brasil.
Os seus habitats naturais são: campos de gramíneas de baixa altitude subtropicais ou tropicais sazonalmente húmidos ou inundados, pântanos, marismas de água doce, marismas intermitentes de água doce, pastagens e áreas agrícolas temporariamente alagadas.